# 王彥威 (清朝)
王彦威（1842年—1904年），原名禹堂，字渠城，更字弢甫。浙江黄岩人，号藜庵。晚清官员，史学家。与王亮合辑的《清季外交史料》对研究清末外交史有重要参考价值。

## 生平
王彦威是王维龄与女诗人卢德仪之子。早年师从俞樾、孙衣言研学经术及古文义法,后又问学于赵之谦、戴望等人。清同治九年(1870)中举人，历任工部虞衡司主事、营缮司员外郎、军机处章京、方略、会典二馆撰修等职。光绪二十七年（1901年）授任江南道监察御史，光绪三十年（1904年）补任太常寺卿。王彦威在军机处任职时，常亲手摘录涉及军国大事、邦交关系的章奏，持续多年。其中摘录的也包括部分按宫中旧例理应“留中”的章奏。晚年王彦威在病榻前整理出《光绪朝筹办洋务始末记》，共182卷。曾嘱咐王亮：“身可杀，书不可亡”。死后葬于委羽山。

## 著作
- 《光绪朝筹办洋务始末记》，后由王亮增补，易名为《清季外交史料》。
- 《西巡大事记》
- 《清朝掌故》
- 《清朝大典》
- 《藜庵丛稿》
- 《史汉校勘记》
- 《秋灯课诗书目》
- 《枢垣笔记》